# Kanton Coulommiers
Kanton Coulommiers is een kanton van het Franse departement Seine-et-Marne. Het kanton maakt deel uit van de arrondissementen Provins en Meaux

## Gemeenten
Het kanton Coulommiers omvatte tot 2014 de volgende 15 gemeenten:
- Aulnoy, 332 inwoners
- Beautheil, 562 inwoners
- Boissy-le-Châtel, 2.661 inwoners
- La Celle-sur-Morin, 1.106 inwoners
- Chailly-en-Brie, 2 129 inwoners
- Coulommiers, 13.852 inwoners (hoofdplaats)
- Faremoutiers, 2.287 inwoners
- Giremoutiers, 106 inwoners
- Guérard, 1.970 inwoners
- Maisoncelles-en-Brie, 683 inwoners
- Mauperthuis, 429 inwoners
- Mouroux, 4.201 inwoners
- Pommeuse, 2.476 inwoners
- Saint-Augustin, 1.413 inwoners
- Saints, 1.173 inwoners

Door de herindeling van de kantons bij decreet van 18 februari 2014, met uitwerking in 2015, bestaat het kanton sindsdien uit volgende 50 gemeenten:
- Amillis
- Aulnoy
- Beautheil
- Bellot
- Boissy-le-Châtel
- Boitron
- La Celle-sur-Morin
- Chailly-en-Brie
- La Chapelle-Moutils
- Chartronges
- Chauffry
- Chevru
- Choisy-en-Brie
- Coulommiers (hoofdplaats)
- Dagny
- Doue
- La Ferté-Gaucher
- Giremoutiers
- Hautefeuille
- Hondevilliers
- Jouy-sur-Morin
- Lescherolles
- Leudon-en-Brie
- Maisoncelles-en-Brie
- Marolles-en-Brie
- Mauperthuis
- Meilleray
- Montdauphin
- Montenils
- Montolivet
- Mouroux
- Orly-sur-Morin
- Pézarches
- Rebais
- Sablonnières
- Saint-Augustin
- Saint-Barthélemy
- Saint-Cyr-sur-Morin
- Saint-Denis-lès-Rebais
- Saint-Germain-sous-Doue
- Saint-Léger
- Saint-Mars-Vieux-Maisons
- Saint-Martin-des-Champs
- Saint-Ouen-sur-Morin
- Saint-Rémy-la-Vanne
- Saint-Siméon
- Saints
- Touquin
- La Trétoire
- Verdelot
- Villeneuve-sur-Bellot